# اشتایر-دایملر-پوخ
اشتایر-دایملر-پوخ (انگلیسی: Steyr-Daimler-Puch) شرکت خودروسازی اتریشی است، که در سال ۱۸۶۴ تأسیس شد.